# Mavrovi Anovi
Mavrovi Anovi (makedonsky Маврови Анови, albánsky Hanet e Mavrovës) jsou vesnice v severozápadní části Severní Makedonii, na břehu Mavrovského jezera. Administrativně spadají pod opštinu Mavrovo a Rostuša. V roce 2002 měly 167 obyvatel. Značná část obyvatelstva žije z turistiky, především díky okolnímu národnímu parku. Nachází se zde několik hotelů.[zdroj?]
Severozápadně od Mavrových Anovů se nachází vesnice Vrben a jižně pak vesnice Mavrovo. Většina domů v Mavrových Anovech se rozkládá na svahu pohoří, které sestupuje postupně k jezeru. Obcí prochází jediná silnice, a to spojující města Gostivar a Debar. 